# Kanada i olympiska sommarspelen 1952
Kanada deltog med 107 deltagare vid de olympiska sommarspelen 1952 i Helsingfors. Totalt vann de en guldmedalj och två silvermedaljer.

## Medaljer

### Guld
- George Genereux - Skytte.

### Silver
- Kenneth Lane och Donald Hawgood - Kanotsport, C-2 10000 meter.
- Gerry Gratton - Tyngdlyftning.